# Ekaterina Sysoeva
Ekaterina Sysoeva (née le 3 juin 1981 à Moscou) est une joueuse de tennis russe, professionnelle du milieu des années 1990 à 2005.
Elle a atteint le 178e rang mondial en simple le 12 août 2002 et le 87e en double le 14 octobre 2002.
Elle a gagné un tournoi WTA en double au cours de sa carrière : les Internationaux de Palerme en 2002, associée à Evgenia Kulikovskaya.

## Palmarès

### Titre en double dames
| No | Date       | Nom et lieu du tournoi           | Catégorie | Dotation  | Surface      | Partenaire           | Finalistes                          | Score    |          |
| -- | ---------- | -------------------------------- | --------- | --------- | ------------ | -------------------- | ----------------------------------- | -------- | -------- |
| 1  | 08/07/2002 | Internazionali Femminili Palerme | Tier V    | 110 000 $ | Terre (ext.) | Evgenia Kulikovskaya | Lioubomira Batcheva Angelika Roesch | 6-4, 6-3 | Parcours |

### Finales en double dames
| No | Date       | Nom et lieu du tournoi | Catégorie | Dotation  | Surface      | Vainqueures                         | Partenaire           | Score         |          |
| -- | ---------- | ---------------------- | --------- | --------- | ------------ | ----------------------------------- | -------------------- | ------------- | -------- |
| 1  | 16/02/1998 | Copa Colsanitas Bogota | Tier IV   | 107 500 $ | Terre (ext.) | Janette Husárová Paola Suárez       | Melissa Mazzotta     | 3-6, 6-2, 6-3 | Parcours |
| 2  | 22/07/2002 | Idea Prokom Open Sopot | Tier III  | 300 000 $ | Terre (ext.) | Svetlana Kuznetsova Arantxa Sánchez | Evgenia Kulikovskaya | 6-2, 6-2      | Parcours |

## Parcours en Grand Chelem

### En simple dames
N'a jamais participé à un tableau final.

### En double dames
| Année | Open d'Australie | Open d'Australie | Internationaux de France | Internationaux de France | Wimbledon | Wimbledon | US Open                    | US Open                |
| 2002  | -                | -                | -                        | -                        | -         | -         | 3e tour (1/8) Kulikovskaya | C. Morariu Kimberly Po |

Sous le résultat, la partenaire ; à droite, l’ultime équipe adverse.

## Parcours en Fed Cup
| #                                                                     | Date       | Lieu   | Surface      | Gagnante(s)                  | Perdante(s)                            | Score           |          |
|                                                                       |            |        |              |                              |                                        |                 |          |
| 1997 - Barrage (groupe mondial II) - Corée du Sud - Russie - 1 : 4    |            |        |              |                              |                                        |                 |          |
| 1                                                                     | 12/07/1997 | Séoul  | Terre (ext.) | Cho Yoon-jeong Choi Young-ja | Evgenia Kulikovskaya Ekaterina Sysoeva | 6-1, 6-3        | Parcours |
|                                                                       |            |        |              |                              |                                        |                 |          |
| 1998 - 1/4 de finale (groupe mondial II) - Australie - Russie - 2 : 3 |            |        |              |                              |                                        |                 |          |
| 2                                                                     | 18/04/1998 | Perth  | Herbe (ext.) | Ekaterina Sysoeva            | Rachel McQuillan                       | 2-6, 6-4, 12-10 | Parcours |
| 2                                                                     | 18/04/1998 | Perth  | Herbe (ext.) | Kerry-Anne Guse              | Ekaterina Sysoeva                      | 4-6, 6-3, 7-5   | Parcours |
|                                                                       |            |        |              |                              |                                        |                 |          |
| 1998 - Barrage (groupe mondial I) - Russie - Allemagne - 4 : 1        |            |        |              |                              |                                        |                 |          |
| 3                                                                     | 25/07/1998 | Moscou | Dur (int.)   | Meike Babel Jana Kandarr     | Evgenia Kulikovskaya Ekaterina Sysoeva | 6-4, 6-2        | Parcours |

## Classements WTA en fin de saison

### En simple
| Année | 1995 | 1996 | 1997 | 1998 | 1999 | 2000 | 2001 | 2002 |
| Rang  | 565  | 334  | 314  | 391  | 416  | 371  | 400  | 206  |

Source : (en) « Classements de Ekaterina Sysoeva », sur le site officiel du WTA Tour

### En double
| Année | 1995 | 1996 | 1997 | 1998 | 1999 | 2000 | 2001 | 2002 |
| Rang  | 807  | 424  | 239  | 161  | 222  | 305  | 270  | 91   |

Source : (en) « Classements de Ekaterina Sysoeva », sur le site officiel du WTA Tour